# Десантные корабли типа T-101
Десантные корабли типа «Т-101» ( (第百一号型輸送艦, Даи 101 го-гата Юсокан или СКД - сенша кайгун дизель) — японские танкодесантные корабли Второй мировой войны.

## История
Проект танкодесантных кораблей типа СК подготовлен во второй половине 1943 года. По требованию Генерального штаба японского флота они должны были превзойти десантные корабли типа SS-1, недостаточно быстроходные для операций при господстве американцев в воздухе.
Проект танкодесантного корабля типа Т-101 был попыткой примирить интересы армии и флота. Традиционное у японцев желание иметь высокую скорость корабля требовало установки паровых турбин. Ими планировали оборудовать 50 флотских и 28 армейских кораблей. Но в связи с недостатком паровых турбин и особенно редукторов для них для получения оптимальной скорости вращения гребных винтов японцы поставили на шести десантных кораблях для флота дизельные двигатели. (Внешне они выделялись более короткой и широкой дымовой трубой в отличие от более тонкой и высокой спаренной из двух дымоходов на турбинных.) Скорость дизельных кораблей типа Т101 уменьшилась с 16 до 13,5 узла. Сильное зенитное вооружение (одно 76-мм и шесть 25-мм зенитных пушек) с 1944 года увеличили до 22 стволов. Большая часть судов погибла в боях, не поучаствовав ни в одной десантной операции.
Танкодесантные корабли получились похожи на американских одноклассников типа LST, но были меньше и быстроходнее. Было подготовлено два варианта проекта, различавшихся энергетическими установками — на судах типа СКД-Т101 была трехвальная дизельная, а на СКТ — Т103 — одновальная паротурбинная.
Паротурбинная силовая установка обеспечивала большую на 2,5 узла скорость, но дизельные корабли типа Т-101 имели увеличенный объем помещений для десантников. В остальном дизельные и паротурбинные корабли походили, разве что дизельные имели немного большую дальность плавания, внешне их можно различить по форме дымовой трубы — на типе Т101-СКД она ниже и шире, а на СКT-Т103 — выше, уже из двух дымоходов один за другим и ближе к надстройке.
Высадка десанта на них через откидную носовую аппарель. Для повышения прочности корпуса киль в носу был двойным, но опыт эксплуатации первых танкодесантных кораблей потребовал укрепления корпуса.
Всего промышленность построила шесть кораблей типа Т-101 — СКД и 67 — типа Т-103 — СКT, заказы еще на 27 СКД отменили в конце 1944-го — начале 1945 года.
В мае 1944 года добавили 1х2 25-мм автоматическую установку и 12 глубинных бомб. С сентября 1944 года количество 25-мм стволов достигло 21 (2х3, 2х2 и 11х1).
В ходе войны погибло 5 кораблей: Т-101 (28 октября 1944), Т-102 (26 октября 1944), Т-127 (24 сентября 1944), Т-128 (4 июня 1944) и Т-150 (27 июля 1944).

## Характеристики
Водоизмещение — 950 т (стандартное), 994 т (нормальное);
Размеры — длина 72 м по ватерлинии (80.5 м максимальная), ширина 9,1 м, осадка 2,9 м;
Двигатели — 3 дизеля, 1200 л.с.;
Скорость — 13,5 узлов;
Дальность плавания — 3000 миль при скорости 13,5 узлов;
Экипаж — 90 человек;
Вооружение — 1 76-мм зенитная пушка, 2х3 25-мм пушки; с сентября 1944 года до 21 25-мм ствола (2х3, 2х2 и 11х1) и 12 ГБ;
Десант — 218 т груза или 320 десантников или 5 15-тонных танков или 67 т груза и 120 десантников.